# Diócesis de Ngong
La diócesis de Ngong (en latín: Dioecesis Ngongensis, en inglés: Roman Catholic Diocese of Ngong y en suajili: Jimbo Katoliki la Ngong) es una circunscripción eclesiástica de la Iglesia católica en Kenia. Se trata de una diócesis latina, sufragánea de la arquidiócesis de Nairobi. Desde el 7 de enero de 2012 su obispo es John Oballa Owaa.

## Territorio y organización
La diócesis tiene 47 000 km² y extiende su jurisdicción sobre los fieles católicos de rito latino residentes en los exdistritos civiles de Kajiado, Transmara y Narok de la extinta (desde 2013) provincia Oriental.
La sede de la diócesis se encuentra en la ciudad de Ngong, en donde se halla la Procatedral de San José Obrero.
En 2019 en la diócesis existían 35 parroquias.

## Historia
La prefectura apostólica de Ngong fue erigida el 20 de octubre de 1959 con la bula Exsultat Sancta Mater del papa Juan XXIII, obteniendo el territorio de la diócesis de Kisumu (hoy arquidiócesis de Kisumu) y de la arquidiócesis de Nairobi.
El 9 de diciembre de 1976 la prefectura apostólica fue elevada a diócesis con la bula Qui divino consilio del papa Pablo VI.

## Estadísticas
Según el Anuario Pontificio 2020 la diócesis tenía a fines de 2019 un total de 217 500 fieles bautizados.
| Año                                                                             | Población            | Población | Población      | Sacerdotes | Sacerdotes    | Sacerdotes    | Bautizados por sacerdote | Diáconos permanentes | Religiosos | Religiosos | Parroquias |
| Año                                                                             | Bautizados católicos | Total     | % de católicos | Total      | Clero secular | Clero regular | Bautizados por sacerdote | Diáconos permanentes | Varones    | Mujeres    | Parroquias |
| ------------------------------------------------------------------------------- | -------------------- | --------- | -------------- | ---------- | ------------- | ------------- | ------------------------ | -------------------- | ---------- | ---------- | ---------- |
| 1970                                                                            | 8000                 | 200 000   | 4.0            | 10         |               | 10            | 800                      |                      | 14         | 24         | 7          |
| 1980                                                                            | 29 078               | 305 000   | 9.5            | 26         | 8             | 18            | 1118                     |                      | 22         | 50         | 12         |
| 1990                                                                            | 61 597               | 454 000   | 13.6           | 50         | 13            | 37            | 1231                     |                      | 46         | 120        | 16         |
| 1999                                                                            | 82 651               | 600 000   | 13.8           | 45         | 15            | 30            | 1836                     |                      | 31         | 105        | 23         |
| 2000                                                                            | 89 120               | 700 000   | 12.7           | 63         | 26            | 37            | 1414                     |                      | 54         | 110        | 26         |
| 2001                                                                            | 72 960               | 720 000   | 10.1           | 58         | 25            | 33            | 1257                     |                      | 50         | 72         | 27         |
| 2002                                                                            | 66 170               | 759 000   | 8.7            | 60         | 34            | 26            | 1102                     |                      | 42         | 77         | 27         |
| 2003                                                                            | 74 634               | 800 000   | 9.3            | 58         | 29            | 29            | 1286                     |                      | 43         | 77         | 28         |
| 2004                                                                            | 74 634               | 942 395   | 7.9            | 57         | 30            | 27            | 1309                     |                      | 41         | 81         | 28         |
| 2013                                                                            | 100 000              | 1 090 000 | 9.2            | 71         | 43            | 28            | 1408                     |                      | 61         | 146        | 29         |
| 2016                                                                            | 200 000              | 1 704 000 | 11.7           | 83         | 47            | 36            | 2409                     |                      | 120        | 93         | 33         |
| 2019                                                                            | 217 500              | 1 847 240 | 11.8           | 89         | 53            | 36            | 2443                     |                      | 126        | 108        | 35         |
| Fuente: Catholic-Hierarchy, que a su vez toma los datos del Anuario Pontificio. |                      |           |                |            |               |               |                          |                      |            |            |            |

## Episcopologio
- Joannes de Reeper, M.H.M. † (15 de enero de 1960-16 de enero de 1964 nombrado obispo de Kisumu)
- Colin Cameron Davies, M.H.M. † (9 de julio de 1964-23 de noviembre de 2002 retirado)
- Cornelius Schilder, M.H.M. (23 de noviembre de 2002-1 de agosto de 2009 renunció)
  - Sede vacante (2009-2012)
- John Oballa Owaa, desde el 7 de enero de 2012